# تصويت تكتيكي
التصويت الاستراتيجي أو التكتيكي هو التصويت الذي يأخذ بعين الاعتبار الأصوات المحتملة التي أدلى بها ناخبون آخرون من أجل زيادة رضا الفرد عن نتائج الانتخاب.
تُظهِر مقولة أو نظرية غيبيريد أنه ليس ثمة نظامٌ تصويتي يتبنى استراتيجية واحدة هي استراتيجية «الأفضل دومًا» تعمل على تعظيم رضا الناخب عن النتيجة بغض النظر عن أصوات الناخبين الآخرين. وهذا يعني أن أنظمة التصويت جميعها قد تشجع الناخبين على وضع استراتيجيات أحيانًا. ولكن من الممكن إظهار ضمانات أضعف في ظل ظروفٍ أقوى. وتشتمل الأمثلة على تفضيلاتٍ أحاديّة البعد (حيث تكون القاعدة المتوسطة هي استراتيجية مقاوِمِة) وتفضيلات ثنائية البعد (يكون فيها تصويت الموافقة أو التصويت التقييمي هو استراتيجية مقاوِمِة).
يكون من الصعب في الدوائر الانتخابية الكبيرة، التلاعب بأساليب القوائم الانتخابية في ظل غياب العتبة الانتخابية أو نسبة الحسم. لكن يمكن لأساليب التحصيص المتحيزة أن تخلق فرصًا لتصويتٍ استراتيجي، كما يمكن أن تفعل الدوائر الانتخابية الصغيرة (على سبيل المثال، تلك المُستخدَمة غالبًا وفق نظام انتخابي بصوت واحد قابل للتحويل). غالبًا ما تنطوي أنظمة التمثيل النسبي في الدوائر الصغيرة على عمليات إدارة تصويت واسعة النطاق، وهي شائعة في البلدان التي تستخدم التصويت الواحد القابل للتحويل مثل أيرلندا.

## الأنواع الشائعة للتصويت الاستراتيجي
بعض أنواع التصويت الاستراتيجي الموصوفة في الأدبيّات هي:
المساومة، تتضمن الخيانة التفضيلية.
يقوم الناخب بتصنيف أو تقييم المرشح الذي لا يُفضّله - «الشر الأقل» - وفق درجة أعلى على أمل انتخابه، وبالنتيجة منع انتخاب مرشح أسوأ.
يتضمن هذا النوع من التصويت الاستراتيجي، استراتيجية الفوز للأكثر أصواتًا فيما يتعلق بالتصويت للمرشح الذي يمثل أهون الشرّين، بالإضافة إلى استراتيجية الخيانة التفضيليّة الأكثر عمومية. يمكن أن يؤدي الحافز القوي للمساومة والذي قد يعززه حافز التصويت الاستراتيجي، إلى حكم حزبين أو تعزيز ذلك الحكم، إذ سيتخلى الناخبون عن مرشحي الحزب الصغير لدعم مرشحي الحزب الرئيس الأقوى. يُطلق على هذا التأثير اسم قانون دوفيرجير.
في حين أن الأساليب التي تتجاوز معيار التفضيل الصادق لا تحفز الناخب على تصنيف أو تقييم الشر الأقل أهمية فوق الذي يفضله، إلا أنها قد تحفز الناخبين على تصنيف أو تقييم الشر الأقل أهمية في مرتبةٍ أعلى. على سبيل المثال، في تصويت الموافقة، قد يكون لدى ناخبٍ ما، حافز للموافقة على نحوٍ استراتيجي على الشر الأقل أهمية الذي لا يفضّله. ورغم أن هذا لا يُعد خيانة للمفضل، لكنه أيضًا نوع من استراتيجية المساومة.
أكثر ما تؤثر في: جولة الإعادة المباشرة (RCV)، اقتراع على دورتين، والانتخاب التعددي.
تتأثر أيضًا: نظام انتخاب بوردا، التصويت التقييمي، تصويت الموافقة.
منيعة ضد (مُحصّنة): منهج كومبس، التعددية المضادة.
تصويت الدَّفن
يصنّف الناخب أو يقيّم مرشح ما في مرتبةٍ أدنى على أمل هزيمته. على سبيل المثال، قد يصنّف الناخب أو يقيّم مرشح قوي على نحوٍ غير صادق، ويضعه في المرتبة الأخيرة وذلك من أجل مساعدة مرشحه المفضل في الفوز.
تشير حجج نظرية اللعبة إلى أنه إذا كان حافز هذا النوع من التصويت شديدًا بدرجة كافية، فقد تؤدي طريقة معينة إلى سباقٍ نحو القاع. إذ يتبع كل ناخب استراتيجية تساعد مرشحه على الفوز، لكنّ النتيجة هي انتخاب مرشح لا يحبه أحد بدلًا منه.
أكثر ما تؤثر في: بوردا، والتعددية المضادة، تصويت الموافقة، التصويت تقييمي.
تتأثر أيضًا: معظم طرائق كوندورسيه باستثناء الهجين منها أو المتفرِّع عنها.
منيعة ضد (مُحصّنة): جولة الإعادة المباشرة والانتخاب التعددي.
تربية - الديك الرومي (تسمّى أحيانًا بالخصم الضعيف أو الوعود الجوفاء. وتتضمن المداهمة أو الإغارة.)
يمنح الناخب تصنيف عالٍ لمرشحٍ ضعيف (أي سهل الاختراق)، ولكن ليس بقصد انتخابه. بل إن الناخب ينوي بدلًا من ذلك أن يعمل المرشح الضعيف على إقصاء بديل قوي من شأنه أن يمنع المرشح المفضل للناخب من الفوز. إن الغارات الحزبية هي مثال معروف لاستراتيجيةٍ كتلك.
أكثر ما تؤثر في: قواعد الجولات المتعددة مثل جولة الإعادة المباشرة، والاقتراع على دورتين، والانتخابات التمهيدية.
منيعة ضد (مُحصّنة): الانتخاب التعددي وجميع أنظمة الانتخاب التقليدية المُستخدَمة على نحوٍ شائع، بما في ذلك التصويت التقييمي وتصويت الموافقة.
تصويت الضغط (يُطلق عليه أحيانًا التمهيد أو التسوية. ويتضمن التصويت بالرصاص والاقتطاع.)
الضغط هو استراتيجية يرفض فيها الناخب الإفصاح عن المرشح الذي يفضله بصدق (أي أن كلا المرشحين يحصلان على نفس التصنيف أو الترتيب). استراتيجية الضغط فريدة من نوعها لأنها لا تنطوي على تقييم عكسي: إذ إنه في هذه الاستراتيجية، لا يزعم الناخب الذي يفضل «أ» على «ب» أنه يفضل «ب» على «أ»، بل إنه غير آبه بهما.
وكما هي الحال مع تصويت المساومة وتصويت الدّفن، فإن هذه الاستراتيجية تنطوي على مبالغة في تقدير الاختلافات بين المرشحين: فتصنيف أو تقييم الشرور الأقل شأنًا على قدم المساواة مع المرشح المفضل لدى المرء يشبه استراتيجية المساومة، وتصنيف أو تقييم المرشحين المقبولين على قدم المساواة مع المرشح الأكثر كرهًا لدى المرء يشبه استراتيجية الدّفن. ويُطلق على هذا الأخير أيضًا اسم الاقتطاع.
لاستراتيجية الضغط ميزة تتمثل في تقليل احتمالات فوز المرشح غير المحبوب، ولكنّ عيبها هو أنها تقلل من فرص فوز المرشح الأفضل.
أكثر ما تؤثر في: أنظمة الانتخاب التقليدية.
منيعة ضد (مُحصّنة): الانتخاب العشوائي وأساليب تتطلب تصنيفات صارمة.

## التكرار والقابليّة
يعتمد التصويت الاستراتيجي إلى درجةٍ كبيرة على طريقة التصويت المُستخدَمة. فالتصويت الاستراتيجي الذي يحسّن من رضا الناخب وفقًا لطريقة واحدة قد لا يكون له أي تأثير، أو قد يكون ضارًا تمامًا وفقًا لطريقة أخرى. وتوضح نظرية غيبيريد أنه لا يمكن لأي طريقة تصويتٍ حتمية للفائز الوحيد أن تكون محصنة تمامًا ضد الاستراتيجية، لكنها لا تدّعي أي شيء بشأن شدة الاستراتيجية أو مدى نجاحها.
تُظهر النتائج اللاحقة أن بعض الأساليب أكثر قابلية للتلاعب من غيرها.
أجرى ميشيل بالينسكي وريدا لاراكي، مخترعا طريقة الحكم بالغالبية، تحقيقًا أوليًا حول هذا السؤال باستخدام مجموعة من انتخابات المحاكاة وفق طريقة مونت كارلو بناءً على نتائج استطلاع رأي الانتخابات الرئاسية الفرنسية لعام 2007 الذي أجرياه باستخدام أوراق الاقتراع المصنفة. وبالمقارنة بين التصويت التقييمي، وحساب بوردا، والتصويت بالغالبيّة، والانتخاب التعددي وانتخاب الموافقة مع حدين مختلفين للموافقة المطلقة، وتصويت كوندورسيه، والحكم بالغالبية، وجدا أن التصويت التقييمي كان لديه أعلى (أسوأ) ضعف استراتيجي، في حين أن حكم الغالبية الخاص بهما كان لديه أدنى (أفضل). ثمة حاجة إلى مزيد من التحقيق للتأكد من أن هذه النتيجة ظلت صحيحة مع مجموعات مختلفة من المرشحين.
تُظهر طرق تصويت التمثيل النسبي لقائمة الأحزاب عادةً تصويتًا أقل استراتيجية، على الرغم من أن وجود عتبات انتخابية يمكن أن يؤدي إلى قيام الناخبين بالتصويت على نحوٍ استراتيجي لتجنّب إهدار الأصوات.